# Gaustablikk
Gaustablikk is de naam van een plaats in de gemeente Tinn aan de voet van de berg Gaustatoppen in de provincie Telemark in Noorwegen.
Gaustablikk ligt boven Rjukan. Het ligt aan een klein meer, Kvitavatnet. Het is ook een skigebied.

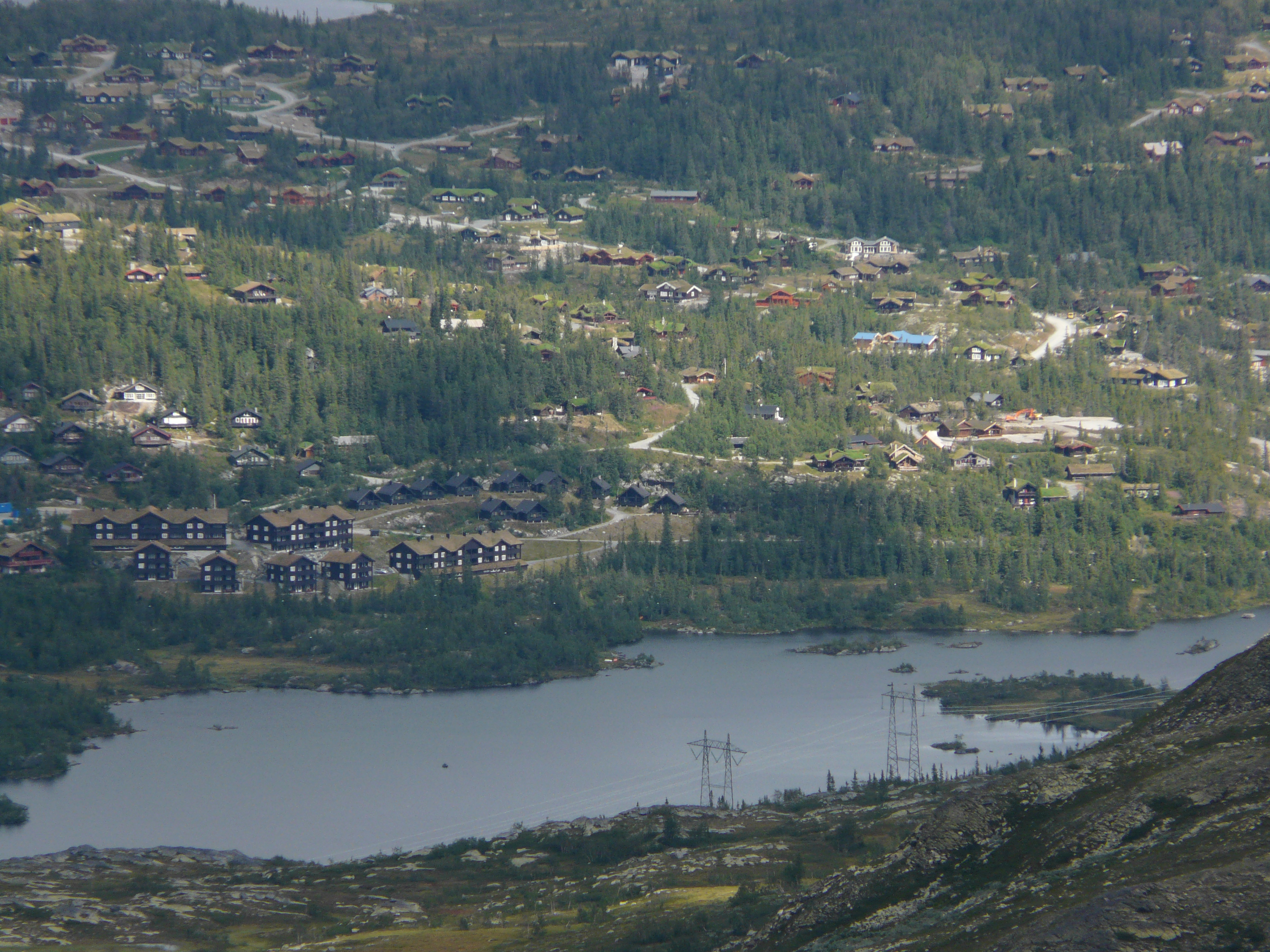
Gaustablikk
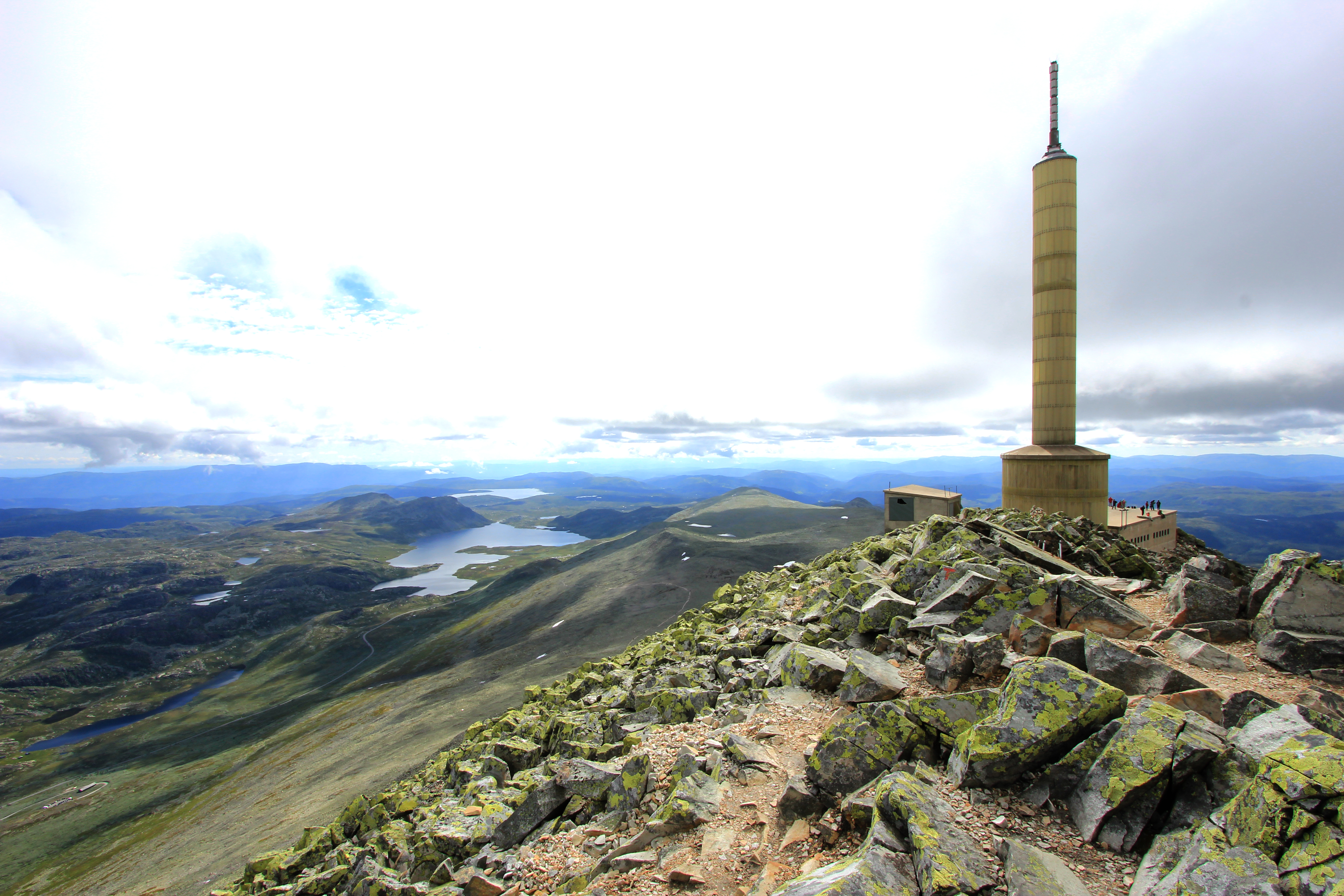
Gaustatoppen